# Amandote
Amándote је аргентинска теленовела, продукцијске куће Санал 11, снимана у периоду од 1988. до 1990. године.

## Синопсис
Каролина ради као конобарица у луксузном хотелу у Мајамију, где упознаје Мартина авио пилота у кога се заљубљује, али он после краћег периода одлази и заборавља на романсу са њом. Каролина не може да прихвати да је отишао и одлучује да крене за њим у Аргентину, где сазнаје да треба да се ожени директорком модног магазина. Каролина среће свог оца, богатог индустријалца Аргентине.

## Улоге
| Глумац:        | Улога:          |
| -------------- | --------------- |
| Лупита Ферер   | Лисет           |
| Женет Родригез | Каролина Бељосо |
| Арналдо Андре  | Mартин Арана    |
| Каролина Лопес | Клара           |
| Хенри Зака     | Рубен Маркез    |
| Густаво Гарсон | Mакс            |
| Mарица Карерас | Пија            |